# Тургут Озал (станція метро)
41°04′51″ пн. ш. 28°47′50″ сх. д. / 41.08083° пн. ш. 28.79722° сх. д.
Тургут Озал (тур. Turgut Özal) — станція лінії М3 Стамбульського метрополітену. Відкрита 14 липня 2013

Найменована на честь 8-го президента Туреччини Тургута Озала
Розташована під бульваром Тургута Озала, на півдні Башакшехір.
Конструкція — колонна трипрогінна станція мілкого закладення з однією острівною платформою.
Пересадка:
- Автобуси: 31Y, 78B, 78Ş, 82S, 98KM, 146K, 146M, MK31
- Маршрутки: Шириневлер — Каяшехір

| Попередня станція         | Лінія | Лінія                           | Лінія | Наступна станція     |
| ------------------------- | ----- | ------------------------------- | ----- | -------------------- |
| Ікітеллі-Санаї до Кіразли |       | M3 (Стамбульський метрополітен) |       | Сітелер до Метрокент |